# Erwin Brenneisen

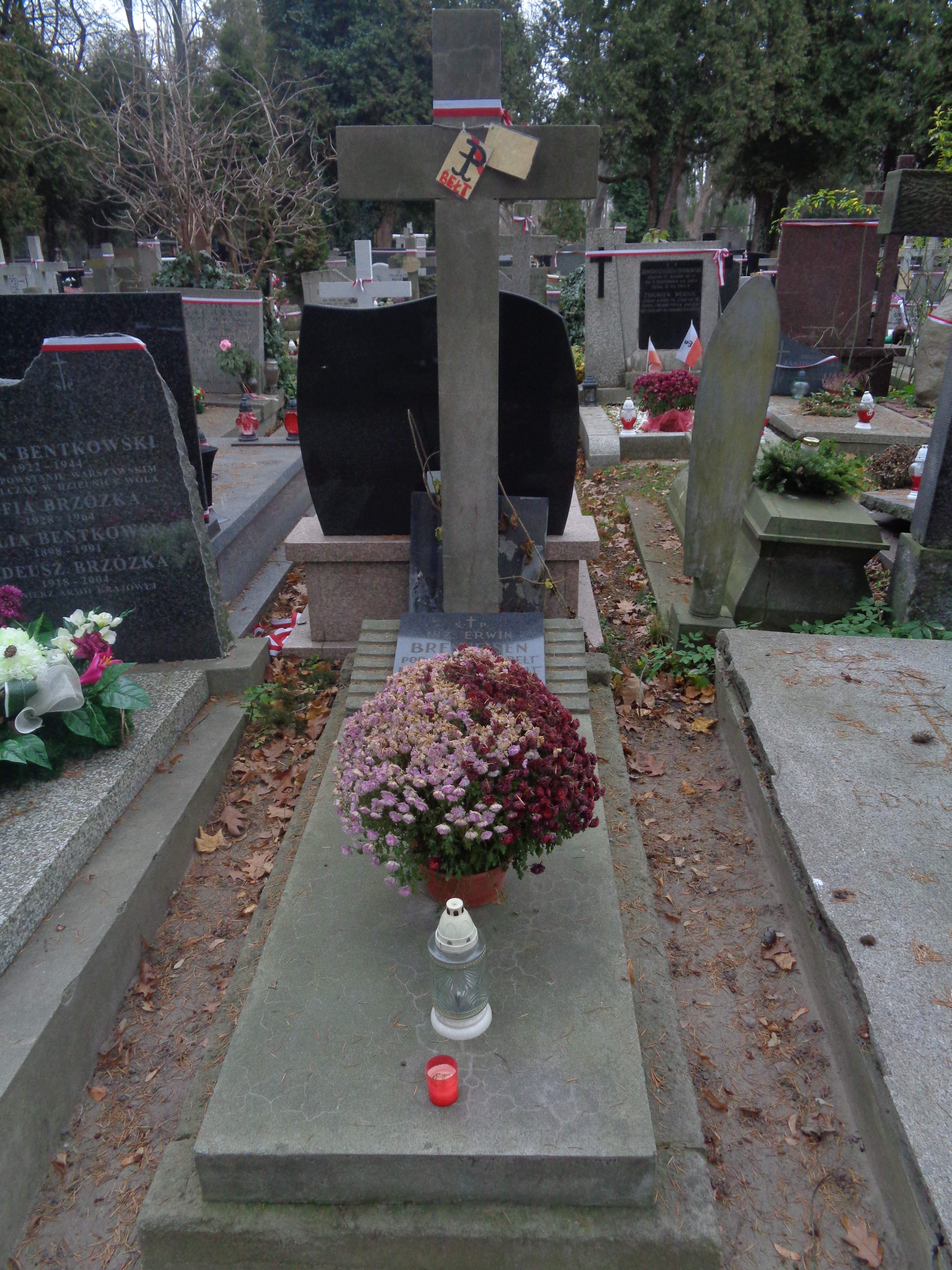
Grób Erwina Brenneisena na Cmentarzu Wojskowym na Powązkach

Erwin Brenneisen, ps. „Bełt” (ur. 23 lipca 1896 w Sobolewie, pow. suwalski, zm. 7 lutego 1946 w Warszawie) – podporucznik Wojska Polskiego.

## Życiorys
Urodził się 23 lipca 1896 w Sobolewie, pow. suwalski, w rodzinie Norberta i Marty z Gogolewskich. Od 1906 uczęszczał do gimnazjum w Suwałkach, a następnie od 1915 do rosyjskiego gimnazjum filologicznego w Orle, w którym w kwietniu 1917 otrzymał świadectwo dojrzałości. Studiował również na Wydziale Prawa Uniwersytetu w Piotrogrodzie. Służył od marzec–kwiecień 1918 do lipca tego roku w 7 pułku strzelców I Korpusu Polskiego na Wschodzie. Powrócił do kraju i zapisał się we wrześniu 1918 na studia na Wydziale Inżynierii Politechniki Warszawskiej. Służył ochotniczo od listopada 1918 w Wojsku Polskim w 3 pułku ułanów na stanowisku dowódcy plutonu. W październiku 1919 został zdemobilizowany i dalej kontynuował studia na Politechnice Warszawskiej. Powrócił do służby w 1920 w szeregi 3 pułku ułanów. Trafił do niewoli radzieckiej, ale w kwietniu 1921 powrócił do kraju i ponownie podjął studia na Politechnice Warszawskiej. Pobierał od 1923 stypendium Ministerstwa Wyznań Religijnych i Oświecenia Publicznego oraz pracował jednocześnie w szkole zawodowej jako nauczyciel. Na Politechnice Warszawskiej uzyskał w grudniu 1927 dyplom inżyniera dróg i mostów i następnie pracował jako urzędnik w Ministerstwie Spraw Wojskowych. Przy Stowarzyszeniu Techników Polskich był Członkiem Koła Inżynierów Dróg i Mostów w którym od 1938 wchodził w skład Sądu Koleżeńskiego. W tym samym roku był na I Polskim Kongresie Inżynierów jako delegat.
Mieszkał w czasie okupacji przy ul. Filtrowej 7. Od marca 1940 w konspiracji w ZWZ–AK, początkowo w SOP, następnie w stopniu plutonowego był dowódcą I Zgrupowania 3 Rejonu Obwodu Śródmieście WSOP Okręgu Warszawa AK. Obszar działania Zgrupowania „Bełt” zamykał się w rejonie: Al. Jerozolimskie – ul. Poznańska – Lwowska – Nowowiejska – Sucha – Wawelska – Raszyńska – Al. Jerozolimskie. W czasie powstania warszawskiego nadal był dowódcą batalionu „Bełt”. Wieczorem 1 sierpnia 1944 po nieudanym ataku na szpital dla oficerów niemieckich, który znajdował się przy ul. Śniadeckich batalion przesunięto w rejon Al. Jerozolimskich po stronie nieparzystej od ul. Marszałkowskiej przez Bracką do pl. Trzech Krzyży, gdzie Brenneisen był dowódcą pododcinka w ramach odcinka mjr. Narcyza Łopianowskiego „Sarny” w Obwodzie Śródmieście–Południe. W dniu 7 sierpnia jego batalion otrzymał zadanie zbudowania od swojej strony rowu łącznikowego północ–południe przez Al. Jerozolimskie i chroniącej go barykady, a następnie obrony tego niezwykle ważnego połączenia. Po upadku powstania przebywał w Oflagu VII A Murnau. 2 maja 1945 został uwolniony z niewoli niemieckiej i przydzielony do Obozu Zbornego Nr 1 w Paryżu. Powrócił do kraju kilka miesięcy później i zamieszkał w Zielonej Górze.
Zmarł w Warszawie 7 lutego 1946 roku i został pochowany na Cmentarzu Wojskowym na Powązkach (kwatera A23-10-12).

## Ordery i odznaczenia
- Krzyż Srebrny Orderu Virtuti Militari nr 12646
- Krzyż Niepodległości (16 marca 1933)[4]
- Krzyż Walecznych (pięciokrotnie, po raz pierwszy w 1920)
- Złoty Krzyż Zasługi (25 maja 1939)[5]
- Srebrny Krzyż Zasługi z Mieczami